# مانولوم فومسوفانه
مانولوم فومسوفانه (26 سبتمبر 1992 بلاوس - ) هو لاعب كرة قدم لاوسي في مركز الوسط. شارك مع منتخب لاوس لكرة القدم. أما مع النوادي، فقد لعب مع Ezra F.C. ‏ ولاو لين زانغ ‏ وNongkhai F.C. ‏ وLoei City F.C. ‏.

## وصلات خارجية
- مانولوم فومسوفانه على موقع الاتحاد الدولي (مؤرشف)  (الإنجليزية)
- مانولوم فومسوفانه على موقع قاعدة بيانات كرة القدم.إي يو (الإنجليزية)
- مانولوم فومسوفانه على موقع ناشيونال فوتبول تيمز (الإنجليزية)
- مانولوم فومسوفانه على موقع Soccerway.com (الإنجليزية)